# Dracophyllum recurvum
Dracophyllum recurvum är en ljungväxtart som beskrevs av Joseph Dalton Hooker. Dracophyllum recurvum ingår i släktet Dracophyllum och familjen ljungväxter. Inga underarter finns listade i Catalogue of Life.